# Elyes Gabel

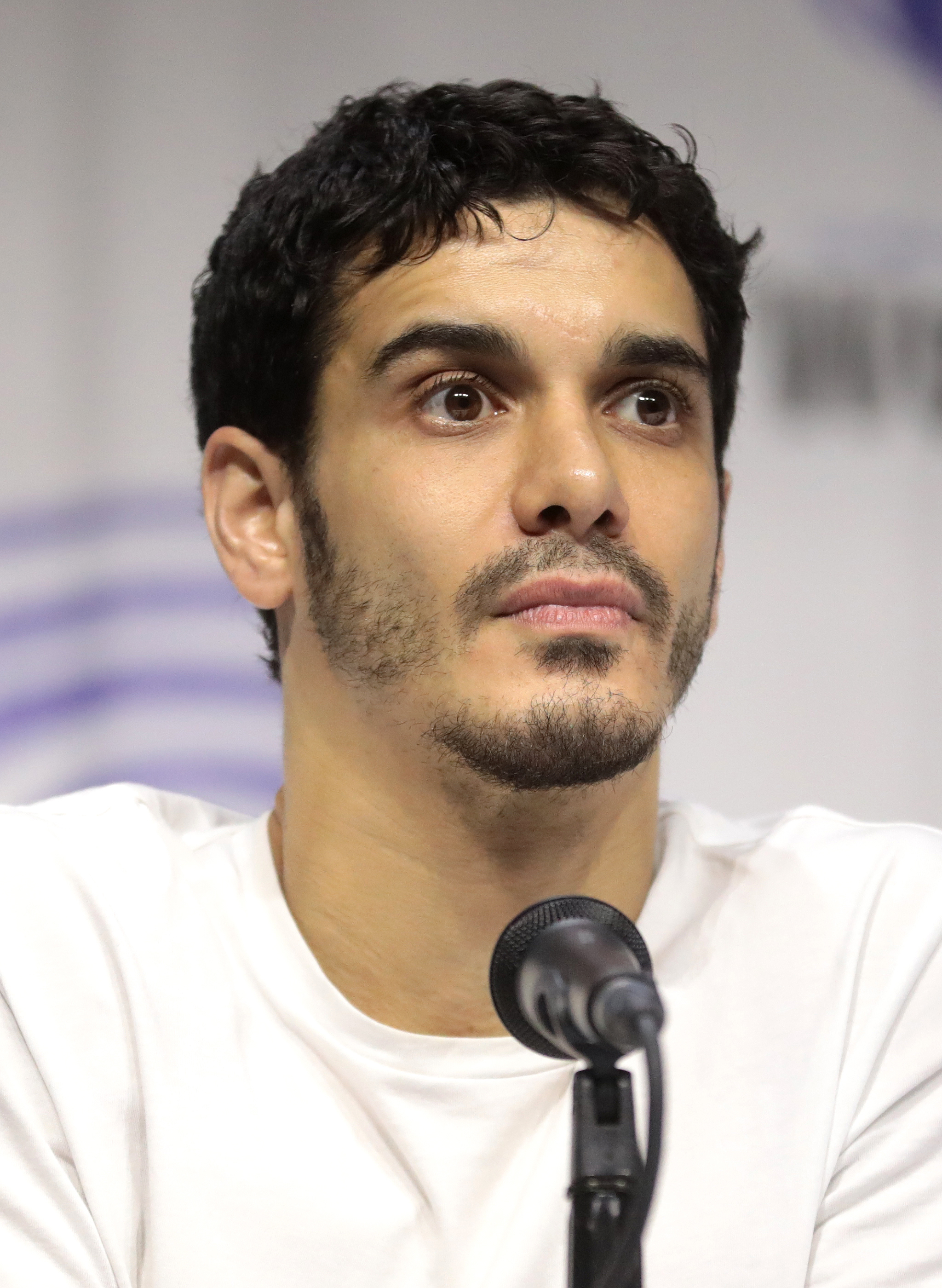
Elyes Gabel (2019)

Elyes Cherif Gabel (* 8. Mai 1983 in London, England, Großbritannien) ist ein britischer Schauspieler.

## Leben
Gabel wurde am 8. Mai 1983 im Londoner Stadtteil Westminster geboren. Im Alter von drei Jahren zog er mit seiner Familie nach Kanada um, bevor er als 10-Jähriger mit seiner Mutter und seiner Schwester nach England zurückkehrte. Die Familie lebte einige Jahre bei seiner Großmutter in Bristol und Manchester.
Er ist Französisch-Algerischer, Anglo-Indischer, Spanischer, Holländischer, Irischer und Portugiesischer Abstammung. Er besuchte das St Damian’s Roman Catholic Science College in Ashton-under-Lyne und bildete sich im Strodes College, im Oldham Theatre Workshop, im Northern Kids Theatre Company und im Webber Douglas Academy of Dramatic Art, London, zum Schauspieler aus. Im Alter von 18 Jahren verließ er die Schule, um eine Kinder-TV-Serie in Toronto zu filmen.
Zunächst trat er in verschiedenen Theaterstücken auf. Von 2001 bis 2007 spielte er eine Hauptrolle in der britischen Fernsehserie Casuality. Danach spielte er in verschiedenen Serien Nebenrollen wie Identity und Borgia. In Game of Thrones war Gabel in sieben Folgen als Rakharo, ein Reiter der Dothraki, zu sehen. 2013 hatte er als Detective Adam Lucas eine Hauptrolle in der dritten Staffel der Krimiserie Body of Proof. Ab 2008 kamen auch Kinofilme hinzu. Er verkörperte Ben im Horrorfilm Boogeyman 3 und spielte in World War Z sowie in Interstellar mit. Von 2014 bis 2018 spielte Gabel die Hauptrolle des Walter O’Brien in der Fernsehserie Scorpion. Seine neueste Filmrolle war als Sean Tilsen im Achtteiler Suspicion auf Apple TV+.

## Filmografie (Auswahl)
- 2004: Doctors (Fernsehserie, Folge 6x68)
- 2001, 2004–2007: Casualty (Fernsehserie, 129 Folgen)
- 2008: Boogeyman 3
- 2008: Dead Set (Miniserie, Folge 1x01)
- 2009: Waterloo Road (Fernsehserie, 10 Folgen)
- 2010: Identity (Fernsehserie, 6 Folgen)
- 2011: Kingdom of Dust
- 2011: Die Borgias (Fernsehserie, Folge 1x03)
- 2011–2012: Game of Thrones (Fernsehserie, 7 Folgen)
- 2012: Widow Detective (Fernsehfilm)
- 2012: Silent Witness (Fernsehserie, Folgen 15x03–15x04)
- 2013: Enemies – Welcome to the Punch (Welcome to the Punch)
- 2013: Body of Proof (Fernsehserie, 13 Folgen)
- 2013: World War Z
- 2014: Interstellar
- 2014: A Most Violent Year
- 2014–2018: Scorpion (Fernsehserie, 93 Folgen)
- 2015: Spooks – Verräter in den eigenen Reihen (Spooks: The Greater Good)
- 2019: Justice League vs. the Fatal Five (Animationsfilm) … als Thomas Kallor/Starboy
- 2022: Suspicion (Fernsehserie, 8 Folgen)
- 2024: FBI (Fernsehserie, Folge 6x04)